# 문화막시즘
마르크스주의 문화 분석(Marxist cultural analysis)은 문화 헤게모니 이론의 관점에서 자본주의 하의 이익 추구와 대량생산되는 문화의 측면을 분석하는 문화분석과 반자본주의적 문화 비평의 양식을 뜻한다.
이러한 분석의 원류적 이론은 서구마르크스주의 내의 주요 경향을 대표하는 프랑크푸르트 학파와 루카치 죄르지, 안토니오 그람시와 연관된다. 마르크스주의 문화 분석은 "문화 산업"(영어: Culture industry, 독일어: Kulturindustrie)이 수행하는 문화의 산업화, 대량생산, 기계적 재생산이 사회에 개인의 자기인식을 물화하는 부정적 영향을 미친다고 여긴다.
마르크스주의 문화 분석의 전통은 문화에 대한 마르크스의 사고를 인용하며 문화마르크스주의(文化Marx主義, 영어: Cultural Marxism)로도 불린다. 그러나 1990년대부터 "문화마르크스주의"는 마르크스주의적인 문화 분석과 무관하게 극우에서 유행하는 문화마르크스주의 음모론을 가리키는 용어로도 사용되고 있다.

## 배경과 역사
| “ | 우리는 마르크스 용어로 "사회적 관계들의 총체(ensemble)"이고, 자본주의적 생산 및 복제 양식의 역사적 특수성을 다함께 정의하는 계급적으로 밀접한 구조, 그것에 기초한 다수의 서로 다른 사회적 관계들의 교차로 중심에서 우리는 우리 삶을 살고 있으며, 또한 그 분명한 현현의 근원이 되고 있다. | ” |
|   | — 마르사 기메네즈, "마르크스주의와 계급, 성, 그리고 인종: 3부작에 대한 재고" |   |

비평이론가인 더글라스 캘너 UCLA 교수에 따르면, "루카치 죄르지, 안토니오 그람시, 에른스트 블로흐, 발터 벤야민, 그리고 테오도어 아도르노에서 프레드릭 제임슨과 테리 이글턴에 이르기까지, 많은 20세기의 마르크스 이론가들이 맑스 이론을 생산, 사회·역사와의 교차, 그리고 대중 및 사회적 생활에 대한 영향력과 관련한 문화 형식의 분석에 이용했다." 비록 전세계 학자들이 문화적 인공물들의 분석을 위해 마르크스의 여러 가지 사회 비평을 채택해왔지만, 독일 프랑크푸르트암마인 요한 볼프강 괴테 대학교의 사회연구소(Institut für Sozialforschung), 그리고 영국 버밍햄 대학의 현대문화연구센터(CCCS) 두 곳의 연구기관이 큰 영향력을 지니고 있다.

## 같이 보기
- 비판 이론
- 문화 패권
- 문화적 유물론
- 문화연구
- 의심의 해석학
- 대중 전달
- 미디어 리터러시
- 신마르크스주의
- 신좌파
- 서구마르크스주의
- 탈마르크스주의
- 탈구조주의
- 구조주의
- 구조와 기관
- 기술복제시대의 예술작품
- 일차원적 인간